# Nørrebros Beboeraktion
Nørrebros Beboeraktion (forkortet NB) var en beboerorganisation i Den sorte firkant på Nørrebro i København. Organisationen blev stiftet den 13. januar 1973 af en række enkeltpersoner og organisationer som en beboerorganisation. NB’s formål var ”at organisere beboerne på Indre Nørrebro til kamp for deres egne rettigheder”. 

## Arven fra slumstormerbevægelsen
NB var en udløber af Ungdomsoprøret og slumstormerbevægelsen fra 60’erne og de tidlige 70’ere. Den gamle slumstormerbevægelse delte sig i tre retninger: Èn retning valgte Christiania-vejen, der sigtede på at skabe helt et nyt samfund udenfor det gamle. Èn anden retning gik den Den tredje retning, som altså blev Nørrebros Beboeraktion, sigtede på at skabe en organisation for og med beboerne i et lokalområde, som var Den sorte firkant. I NB blev delingen omtalt som en deling mellem ”Flip uden rammer”, ”Rammer uden flip” og ”Flip indenfor organiserede rammer”. 

## Handling gi'r forvandling
NB´s slogan var ”Handling gi´r forvandling”, ligesom navnet på slagsangen. Dermed var det anvist, at man ikke alene ved at tale om, analysere eller afsløre systemets elendigheder kunne skabe et nyt samfund, men at der handles konkret (materielt) for en forandring. Meget var båret af aspirationerne fra ungdomsoprøret om et alternativt samfund, tilsat en betydelig vilje til ”nu og her”-forandring gennem organiseret aktion.
Den direkte anledning til at stifte NB blev forberedelserne til besættelsen af byggetomten mellem Stengade og Slotsgade for at etablere en byggelegeplads (”Byggeren”). Samtidig var det et centralt mål at saneringen af Den sorte firkant skulle være til gavn for de lokale beboere. I paroleform kom det til at hedde ”ja til byfornyelse – nej til beboerfornyelse”. Erfaringen fra rydningen af Adelgade/Borgergade-kvarteret i efterkrigstiden i 50’erne stod som skræmmende eksempel på totalsaneringer, hvor hele karreer (boligblokke omkranset af typisk fire gader) blev revet ned fra en ende af, og de oprindelige beboere blev tvangsforflyttet og ladt i stikken.

## Totalsanering vs. planlagt byfornyelse
Alternativet til totalsaneringerne skulle være en planlagt og mere velovervejet byfornyelse, hvor bevaringsværdige huse blev moderniseret til en tidssvarende stand med indvendige toiletter, bad o.l., mens slum, bag- og tværhuse og brandfælder skulle rives ned. Derfor rejste NB også krav om en helhedsplan, attraktive udearealer, lokale kulturfaciliteter i form af beboerhuse, idrætsanlæg (bl.a. en svømmehal), trafiksaneringer m.m.. Et andet krav var at de beboere, der ønskede det og især saneringstruede pensionister skulle have råd til at bo i de nybyggede eller renoverede huse. Hvor vidt der skulle bygges nye huse, og i hvilken grad, de gamle skulle rives ned, var der ikke enighed om i NB. Og den uenighed eskalerede sidenhen. 

## Lad tusinder af aktioner blomstre
I 1971 havde en lovændring tilladt midlertidige lejemål i kondemnerede ejendomme (”kondemneret” = ikke egnet til beboelse). Gennem et stort antal besættelser og "ibrugtagning af lejligheder" opnåede NB en aftale med Københavns Saneringsselskab om at retten til at anvise midlertidige lejemål med en måneds opsigelse i de mange tomme huse. Og den ret blev brugt til at indsluse unge aktivister til bydelen, som var villige til at deltage i de andre aktiviteter, der blev organiseret. Og metoderne til at nå NBs mål var mangfoldige . Der blev meget ofte organiseret optog, gadeteater, opsøgende virksomhed overfor lokale boligspekulanter og happenings overfor politiske beslutningstagere. Presse- og kommunikationsarbejdet spillede en væsentlig rolle i udtænkningen af aktioner og kampagner, og alliancer og netværk med organisationer indenfor såvel som udenfor bydelen blev anset for at være afgørende for muligheden for at opnå tilstrækkelig bredde og slagstyrke, og undgå at blive politisk isoleret.

## Ikke-volds-princip og aktivistkultur
Ikke-voldsprincippet var grundfæstet i besættelserne, blandt andet på baggrund af erfaringerne fra Sofiegården og den kaotiske rydning af de besatte huse i Fredensgade (1974), som stod i vejen for den planlagte (men aldrig realiserede) ”Søringsmotorvej”. I forbindelse med NBs besættelser og andre aktioner blev der som princip aldrig bygget fysiske barrikader (indtil aktionerne i Todesgade og ”Slaget om Byggeren”). Det første initiativ efter en besættelse var typisk at invitere naboerne på kaffe, og i mange tilfælde at åbne en nabocafé. Parolen var at ”Naboerne er vores bedste barrikader”.
Som en anden erstatning for de fysiske barrikader havde NB desuden en strategi om at ”for hver gang politiet smider os ud, kommer vi tilbage med det dobbelte antal”. Man lod sig bære ud, men kom igen når politiet ikke længere havde ressourcer til at bevogte det tomme hus. Nogle husejeres taktik med blot at smadre ejendommene for derefter at lade ruinerne henstå som brandfælder og derved forhindre en genbesættelse blev hurtigt politisk og sikkerhedsmæssigt en umulighed. Og derfor blev udmattelsesstrategien mulig, i hvert fald frem til BZ-bevægelsens start, hvor både aktivister og deres modstandere valgte andre strategier. 
De mange aktioner var i sig selv velegnede til at tiltrække aktivister. Udover unge boligsøgende fra københavnsområdet foregik der en systematisk rekruttering fra Det frie Gymnasium, afgangsholdene fra Tvind (det Nødvendige Seminarium, Tvinds Efterskole m.v. – bl.a. omtalt i Tine Ejbys bog ”Til tjeneste”). Kræfterne blev brugt til at etablere nye organisationer som for eksempel Nørrebros Pensionistgruppe, Firkantens Boldklub og lokale karrégrupper i de cirka 25 karreer, der var i Den sorte firkant. Fokus var på små øjeblikkelige initiativer samtidig med at der blev agiteret og aktioneret mere politisk for en god byfornyelse og imod boligspekulation og aktioneret direkte og ikke-voldeligt mod datidens bolighajer (som f.eks. Torben Donatzsky og Lars Christian Nielsen). 
NB var organiseret i en række åbne, selvkørende arbejdsgrupper, et forretningsudvalg, en informationsgruppe og et ugentlig nyhedsbrev/kasettebånd, koordinationsmøder hver 14. dag og årlige generalforsamlinger. Sange og teater spillede en stor rolle i agitation, kommunikation og samvær. 
Nye aktivister blev inviteret på introduktionskurser, der ofte blev afsluttet med at deltagerne udførte en konkret aktion. På pensummet var også Samarbejdsskemaet og Aktivistens gyldne regler. Det anslås at ca. 1000 personer blev sluset igennem som aktivister i NB i årene fra 1973-1980. 
Ved siden af den arbejdsmæssige organisering deltog mange i bokoo-grupperne, hvor man først og fremmest spiste sammen.

## Politisk uenighed og splittelse
I løbet af 1975-76 sprang en lurende politisk uenighed i NB ud i lys lue. Uenighederne gik på forholdet mellem bevarelse og nedrivning, og på den aktivistiske holdning. Hvor meget slum skulle man acceptere vs. hvor meget nybyggeri, hvilket nybyggeri og hvor? Diskussionen om de små lave huse på området mellem Blågårds Plads og Korsgade skulle bevares, blev det endelige skillepunkt, sammen med en uenighed om hvordan en egentlig helhedsplan skulle se ud. 
Men uenigheden gik også på metoder og tilgang til forandring, hvilket afspejler sig i de gensidige skældsord: liberalister vs. aktivister, teoretikere vs. strammere, slumromantikere og ord-onanister vs. betonhoveder og aktionister. Der var politiske uenigheder, og måske også kulturelle og uddannelsesmæssige, forskelle bag de to fløje.
I sommeren 1976 blev Nørrebros Beboeraktion delt i en Blågårdsgadefløj (efter beboerinformationsbutikken i Blågårdsgade 31) og en Tømrergadefraktion (efter NB’s aktivistkontor i Tømrergade 2, i den gamle slumstormergård ”Tømrergården” på hjørnet af Tømrergade og Smedegade). 
Det er senere fortolket, at Blågårdsgade var en VS-fløj, mens Tømrergade var en DKP-fløj. Men de parti-organiserede var så vidt vides en absolut minoritet på begge fløje, og DKP var for eksempel meget lidt begejstret for Tømrergade-fløjen, som ikke lod sig dirigere af DKPs taktiske eller strategiske overvejelser i forhold til bystyret i København. Hovedmanden bag NB’s oprindelige stiftelse i 1973 og gennemgående person i Tømrergade-fløjen, Bjarne Watkin, blev således ekskluderet af DKP. Der var snarere tale om en splittelse i opfattelse om værdien af intellektuel adfærd overfor den aktionistiske, og om værdien af handling og teoretisk analyse. Og der udviklede sig en indædt foragt for hinanden de to fløje imellem.

## Fortsatte aktiviteter i to retninger
Fra sommeren 1976 fortsatte begge fløje deres aktiviteter. Blågårdsgadefløjen havde bl.a. en base i Byggeren, mens Tømrergade-fløjen havde baser i Firkantens Boldklub og Pensionistgruppen. Karrégrupperne var delt, og Karreernes Fællesmøde blev en kampplads for synspunkter. Der blev dog også andre ting end den indbyrdes konflikt, der kom til at fylde. Salg af ejerlejligheder i ejendomme fra før 1966 blev tilladt. Mange af de nye almene byggerier i Københavns omegn (for eksempel Galgebakken i Albertslund) kom i økonomiske vanskeligheder på grund af galopperende renteudgifter. Og byfornyelsen på Indre Nørrebro pressede sig på, planlagt eller ej. 
Tømrergade-fløjen engagerede sig i kampen mod ejerlejligheder og for nybyggeri, der var til at betale (jf. landsdækkende initiativer som Samarbejdsudvalget mod Ejerlejligheder og Sammenslutningen af Højrentebyggerier). Kontakten til de højrente-ramte byggerier var blandt andet skabt gennem pensionistbesættelsen d. 2. maj 1976 af en lejlighed til Laurine Nielsen i det nye almene byggeri Murergården på Indre Nørrebro. Blågårdsgadefløjen havde i høj grad fokus på arkitektur og byplanlægning. For begge fløje var det af stor betydning at få politisk indflydelse, at drive lobby-virksomhed og at have kontakt til beslutningstagerne. Det medførte at der blev lagt mere vægt på pressearbejde, dokumentation og argumentation, der rettede sig ud af bydelen.
Årene fra 1976-79 var ramme om et betydeligt antal store og små aktioner og happenings, lejlighedsbesættelser, husbesættelser, aktioner for friområder m.v. Der var næppe en uge uden aktioner. Blandt de lidt større aktioner i perioden var modstanden mod rydningen af den midlertidige barak-institution i Todesgade i 1979. Den blev på sin vis en forprøve på ”Slaget om Byggeren”. Mens Blågårdsgade-fløjen belejrede sig mod bulldozerne i institutionen i Todesgade, besatte Tømrergade-fløjen den tomme korridorejendom og brandfælde Baggesensgade 24 på hjørnet lige overfor med krav om nedrivning og strafforfølgelse af ejeren Petrus Larsen. Begge aktioner blev af parterne fortolket som succeser, i det Todesgade-institutionen blev jævnet med jorden hvilket viste systemets uretfærdighed, mens Baggesensgade 24 blev revet ned med bøder og andre sanktioner overfor ejeren Petrus Larsen.

## Afslutningen på NB´s storhedstid
”Slaget om Byggeren” blev Nørrebros Beboeraktions skæbne, i samspil med andre tendenser sidst i 70’erne. Opfattelserne i bydelen var delte, om man skulle acceptere en flytning af byggelegepladsen og give plads til nybyggeri på området eller om man skulle kæmpe for Byggeren på den eksisterende placering. Lokalrådet og andre lokale organisationer gik ind for en flytning og for byggeri, mens Byggerens personale, forældregruppe og Nørrebros Beboeraktion Blågårdsgade insisterede på at beholde pladsen og rustede sig til konfrontation, ligesom bystyret med den daværende overborgmester Egon Weidekamp gjorde. 
Konflikten tiltrak unge mennesker fra hele byen, som gerne ville slås. ”Slaget om Byggeren” blev en barrikaderet fysisk konfrontation mod en politimæssig overmagt. Der var endda tale om at sætte militæret ind. Det blev også på den måde en afsked med grundlaget for det oprindelige Nørrebros Beboeraktion. Den endelige rydning af Byggeren fandt sted den 2. maj 1980, efter omfattende slagsmål og uroligheder. 
Efter rydningen af Byggeren blev der etableret en ny byggelegeplads på Kapelvej (i dag institutionen 7-stjernen). Nørrebros Beboeraktion Blågårdsgade beskæftigede sig med dokumentationen af forløbet. Nørrebros Beboeraktion Tømrergade transformerede sig til luknings-organisationen NB80. Konklusionen var at NB havde opfyldt sit formål med at organisere beboerne til kamp for deres interesser og i virkeligheden var mere i vejen for de organisationer, der havde taget over, end det var til gavn. Ca. i december 1980 var Nørrebros Beboeraktion storhedstid slut. Bjarne Watkin videreførte en organisation ved navn Nørrebros Beboeraktion til sin død i 2007, med hovedparten af aktiviteterne i Nørrebros Radio. Blågårdsgadefløjen gik i opløsning. Den senere borgmester Per Bregengaard har beskrevet forløbet om ”Slaget om Byggeren” på skrift.

## Arven fra NB til BZ og det politiske liv
Der var ingen eller kun en meget begrænset kontinuitet fra NB til BZ-bevægelsen, på trods af at der kun gik ca. 1 år fra NB’s afslutning til BZ-bevægelsens start. Der var så godt som ingen personmæssige sammenfald (hvis nogen overhovedet), og heller ingen direkte videreførelse af erfaringer fra NB-tiden. I stedet var arven en generaliseret oplevelse af Weidekamp-styrets konfrontationslinje i forbindelse med ”Slaget om Byggeren” og en aktivistisk reaktion på denne. En del erfaringer og metoder fra NB blev videreført og videreudviklet af nogle af de ca. 1000 deltagende aktivister, som blandt andet deltog i fredsbevægelsen (f.eks. Teaterturneen Alfred, Next Stop Nevada, Next Stop Sovjet), elev- og lærlingeorganisationerne (LOE, DGS, Faglig ungdom/LLO), Dansk Undergrunds Consortium og en række andre sammenhænge. Lokalt på Indre Nørrebro er en lang række ”opfindelser” fra NB-tiden videreført til i dag. Bl.a. projektkulturen, medborgerhuset Støberiet, de halv-årlige fester på Blågårds Plads, idrætshallen i Korsgade, trafiksaneringerne og busslusen m.v.